# Арнак
Арнак (фр. Arnac) насеље је и општина у централној Француској у региону Оверња, у департману Кантал која припада префектури Оријак.
По подацима из 2011. године у општини је живело 154 становника, а густина насељености је износила 7,64 становника/km². Општина се простире на површини од 20,15 km². Налази се на средњој надморској висини од 620 метара (максималној 671 m, а минималној 360 m).

## Демографија
| 1962. | 1968. | 1975. | 1982. | 1990. | 1999. | 2011. |
| ----- | ----- | ----- | ----- | ----- | ----- | ----- |
| 289   | 305   | 276   | 209   | 203   | 173   | 154   |

График промене броја становника у току последњих година